# Naret Promphaopun
Naret Promphaopun (นเรศ พร้อมเผ่าพันธ์; nascido em 6 de maio de 1997), também conhecido como Pavel Phoom (พาเวลพูม), é um ator, modelo e cantor tailandês. Ele é mais conhecido por seus papéis como Forth em 2Moons2 e Babe em Pit Babe: The Series.

## Início da vida e educação
Naret nasceu em Pathum Thani, Tailândia, mas viajou para a Nova Zelândia com sua mãe e viveu lá por onze anos; portanto, ele fala inglês fluentemente. Aos vinte anos, ele retornou à Tailândia para perseguir seu sonho de trabalhar na indústria do entretenimento. Ele também frequentou a Faculdade de Artes da Comunicação na Universidade Rangsit em Pathum Thani, uma província vizinha ao norte de Banguecoque, também conhecida como RIC. Naret recebeu seu diploma de Bacharel em Artes da Comunicação em 23 de janeiro de 2022.

## Carreira
Naret foi um dos dez principais concorrentes no Elite Model Look 2018, realizado pela Elite Model Management. Ele assinou com a Elite Model Management e passou um ano com eles. Ele fez sua estreia como ator em 2019 com o papel principal de Forth no drama BL 2Moons2.
Ele fez sua estreia como líder do grupo, dançarino principal e rapper em 4 de junho de 2020, como parte do grupo de projeto de meninos tailandeses OXQ. A Motive Village, que também serviu como sua empresa de gestão, foi responsável pela produção da OXQ. Em novembro do mesmo ano, ele confirmou sua saída da Motive Village e da banda.
Em janeiro de 2021, ele anunciou que não continuaria com seu papel na 3ª temporada de 2 Moons. 2 meses depois, a empresa confirmou que nenhum dos atores originais da série retornaria para interpretar os personagens principais novamente.
Naret lançou seu primeiro single, "Drink", em junho de 2021. Naret também escreveu a letra de Drink, além de filmar e editar o videoclipe.

## Negócios
Naret fundou a Half Savage em 2018. Sua perspectiva artística é expressa por meio da Half-Savage, que é mais do que apenas uma marca; sua paixão é criar designs exclusivos combinando moda de rua e alta costura.

## Filmografia

### Séries de televisão
| Ano           | Título                   | Personagem | Notas            |
| ------------- | ------------------------ | ---------- | ---------------- |
| 2019          | 2 Moons 2                | Forth      | Papel principal  |
| 2022          | Coffee Melody            | Pleng Ruk  | Papel principal  |
| 2023–presente | Pit Babe:The Series      | Babe       | Papel principal  |
| 2024          | Fierce & Furious Academy | Copter     | Papel recorrente |

### Programas de televisão
| Ano  | Título         | Personagem   | Notas               |
| ---- | -------------- | ------------ | ------------------- |
| 2020 | Travel With Us | Apresentador | Programa de viagens |

### Comercial
| Ano  | Título                  | Personagem | Notas |
| ---- | ----------------------- | ---------- | ----- |
| 2022 | Spice Up Your Challenge |            |       |

## Discografia
| Como membro da OXQ | Como membro da OXQ  | Como membro da OXQ               | Como membro da OXQ |
| Ano                | Canção              | Notas                            |                    |
| ------------------ | ------------------- | -------------------------------- | ------------------ |
| 2020               | ME (Thai：ผมเองครับ) | com Joong, Benjamin, Dome e Nine |                    |

| Single | Single             | Single          |
| Ano    | Canção             | Notas           |
| ------ | ------------------ | --------------- |
| 2021   | Drink (Thai: ดริงก์) | Feat. Young ill |

## Encontros de fãs e apresentações públicas
| Ano  | Título                                           | Notas                                               |
| ---- | ------------------------------------------------ | --------------------------------------------------- |
| 2019 | Romantic Day with the 6 Moons in Jakarta         | 16 de fevereiro com o elenco principal de 2 Moons 2 |
| 2019 | Full Moons The Party 1st Fan meeting in Thailand | 24 de novembro com o elenco principal de 2 Moons 2  |
| 2020 | The Six Moons Total Eclipse in Singapore         | 14 de março com o elenco principal de 2 Moons 2     |

## Prêmios e Indicações
| Ano  | Associações      | Categoria                | Nomeações | Resultado |
| ---- | ---------------- | ------------------------ | --------- | --------- |
| 2024 | KAZZ Awards 2024 | Homem em Ascensão do Ano | —         | Indicado  |